# Luisa Neubauerová
Luisa-Marie Neubauerová, nepřechýleně Neubauer (* 21. dubna 1996 Hamburk) je německá environmentální aktivistka. Je členkou strany Svaz 90/Zelení a organizátorkou Fridays for Future a pátečních školních stávek pro klima v Německu. Vystoupila s požadavkem na odstavení uhelných elektráren v Německu do roku 2030.

## Osobní život
Je nejmladší ze čtyř dětí. Její matka je zdravotní sestra, její babička se v osmdesátých letech 20. století angažovala v protijaderném hnutí.
Mluvčí německého hnutí Fridays for Future, 22letá Carla Reemtsma, je sestřenice Louisy Neubauerové.

## Studium a politická aktivita
Na Univerzitě Georga Augusta v Göttingenu získala bakalářský titul v oboru geografie.
Pracuje v organizaci ONE Campaign a v nadaci udělující Ceny za správný život. Přispívá svými články na stránky HuffPost a Světového fondu na ochranu přírody. Spolu s Alexanderem Reppeningem je autorkou knihy Vom Ende der Klimakrise – Eine Geschichte unserer Zukunft.
Angažovala se proti účasti velké německé elektrotechnické společnosti Siemens AG na dodávkách zařízení pro těžbu v uhelném dole Carmichael v australském Queenslandu. Generální ředitel Siemensu Joe Kaeser jí poté nabídl místo v dozorčí radě koncernu pro otázky životního prostředí, avšak Neubauerová to odmítla s tím, že chce zůstat nezávislá.